# Katunița, Plovdiv
Katunița (în bulgară Катуница) este un sat în comuna Sadovo, regiunea Plovdiv,  Bulgaria. 

## Demografie
Componența etnică a satului Katunița
     Bulgari (72,34%)
     Nicio identificare (27,25%)
     Altele (0,4%)
La recensământul din 2011, populația satului Katunița era de 2.473 locuitori. Din punct de vedere etnic, majoritatea locuitorilor (72,34%) erau bulgari. Pentru 27,25% din locuitori nu este cunoscută apartenența etnică.